# Giấc mộng kinh hoàng
Slumber (tựa tiếng Việt: Giấc mộng kinh hoàng) là một bộ phim giật gân, kinh dị siêu nhiên của Mỹ-Anh năm 2017 do Jonathan Hopkins đạo diễn và Richard Hobley và Hopkins cùng viết kịch bản. Phim có sự tham gia của Maggie Q, Kristen Bush, Sam Troughton, Will Kemp, William Hope và Sylvester McCoy.
Bộ phim được phát hành vào ngày 1 tháng 12 năm 2017 bởi Vertical Entertainment.

## Nội dung
Alice (Maggie Q) là một bác sĩ trị liệu và nghiên cứu về giấc ngủ có lý trí. Cô buộc phải từ bỏ lý trí nghiên cứu khoa học lớn lao của mình khi gặp được một gia đình thường xuyên bị chi phối bởi một con quỷ ký sinh được gọi là nocnitsa khiến nạn nhân bị tê liệt khi họ đang ngủ.

## Sản xuất
Bộ phim được quay tại Home Farm ở Kent và được làm bản sao tại ngôi nhà của gia đình Morgan. Trong quá trình sản xuất, phim đã sử dụng chụp ngoại thất và nội thất tại địa điểm. 

## Diễn viên
- Maggie Q trong vai Alice Arnolds
- Kristen Bush trong vai Sarah Morgan
- Sam Troughton trong vai Charlie Morgan
- Lucas Bond trong vai Daniel Morgan
- Tôn vinh Kneafsey trong vai Emily Morgan
- Will Kemp trong vai Tom Arnolds
- William Hope trong vai Malcom
- Sylvester McCoy trong vai Amado
- Sophia Wiseman trong vai Niamh (con gái của Alice)
- Neil Linpow trong vai Dave Marklund
- William Rhead trong vai Liam

## Phát hành
Vào tháng 5 năm 2017, Vertical Entertainment đã mua lại quyền được phân phối bộ phim.

## Đón nhận
Trên trang web tổng hợp phê bình Rotten Tomatoes, bộ phim giữ mức xếp hạng phê duyệt 0% dựa trên 7 bài phê bình, với điểm đánh giá trung bình là 3,25/10. 